# Thecla lincus
Thecla lincus är en fjärilsart som beskrevs av Jean Baptiste Godart 1824. Thecla lincus ingår i släktet Thecla och familjen juvelvingar. Inga underarter finns listade i Catalogue of Life.